# 身心障礙讀者服務
身心障礙讀者服務是為了顧及殘障者的特殊性，以適應其能力與需求並保障其求知權益，為這類讀者所提供特殊的圖書館讀者服務。一般圖書館除注意特殊的資源、設備及設施的考量外，也注意其館內空間及物理環境的規劃，提供身心障礙讀者借閱、參考和閱覽服務。

## 服務對象
根據中華民國《身心障礙者保護法》，身障障礙者係指個人因生理或心理因素致其參與社會及從事生產活動功能受到限制或無法發揮，經鑑定符合中央衛生主管機關所定等級之領有身心障礙手冊者為範圍；身心障礙讀者服務通常以視障者、肢障者、聽語障者、行動不便、病弱(顏面損傷、重要器官失去功能等)以及智能障礙者(失智症、自閉症等)為多，其中又以視障者與肢障者的服務為主。

## 服務模式
1. 延伸服務(Outreach)：亦即在圖書館環境以外，主動為身心障礙者提供相關服務，如資料郵遞、巡迴車服務等。此種模式一般係以團體為對象，如學校、社團、家庭或養護、重建機構等。因此，為了在團體服務中仍能兼顧到個別的需要，館員必須確切了解讀者的需求，又因為服務在館外進行，因此必須耗費較多的人力、時間與經費，尤其需仰賴義工的協助。
2. 特殊需求中心(Special Needs Centers)：亦即特地為身心障礙者成立一部門，集中提供其資訊服務。在此部門中除提供各種適於各類型障礙者使用的媒體資料外，另設置有輔助設施及設備，協助身心障礙者有效地獲取所需之資訊。其優點為，所有的設備與資源可以集中利用與管理、並加以評估，使服務更具效率；且透過該部門的成立，可彰顯圖書館推動身心障礙者服務之決心，凝聚全館工作同仁之共識，彼此在觀念上或工作上相互溝通、支援。惟此種服務模式對身心障礙者仍有若干受限之處，畢竟宥於障礙本身或外在環境因素，對不便到館使用的讀者而言，仍無法受惠。
3. 回歸主流(Mainstreaming)的服務：此種服務模式之目標，在使身心障礙者可以如同一般讀者一樣使用圖書館的各項資源與服務，並且強調所有的資源與服務係整合於整體圖書館系統之中。對全體館員而言，除了必須加強相關的服務訓練，學習了解身心障礙者的情況、程度，並將讀者與適當型式之資料妥為連結外，在與身心障礙者互動的過程中，更必須付出更多的時間與關注。此外，基於公共圖書館服務大眾的特質，在面對其他讀者對障礙人士的排斥行為時，館員更須費心地適當處理。